# Bény-sur-Mer
Bény-sur-Mer ist eine französische Gemeinde mit 455 Einwohnern (Stand: 1. Januar 2022) im Département Calvados in der Region Normandie. Sie gehört zum Arrondissement Bayeux und zum Kanton Thue et Muee. Die Einwohner werden als Bénitiens bezeichnet.

## Geografie
Bény-sur-Mer liegt etwa 13 Kilometer nordwestlich von Caen. Umgeben wird die Gemeinde von Courseulles-sur-Mer im Norden, Langrune-sur-Mer im Nordosten, Douvres-la-Délivrande im Osten, Plumetot im Südosten, Basly im Süden, Fontaine-Henry im Südwesten, Amblie im Westen sowie Reviers im Nordwesten.

## Bevölkerungsentwicklung
| Jahr      | 1793 | 1836 | 1876 | 1926 | 1946 | 1968 | 1990 | 2018 |
| Einwohner | 642  | 647  | 489  | 307  | 291  | 288  | 278  | 445  |

Quellen: Cassini, EHESS und INSEE

## Sehenswürdigkeiten
- Kirche Notre-Dame de l’Assomption, Monument historique
- Schloss aus dem 17. Jahrhundert, Monument historique
- Kanadischer Soldatenfriedhof
- Menhir de la Demoiselle de Bracqueville

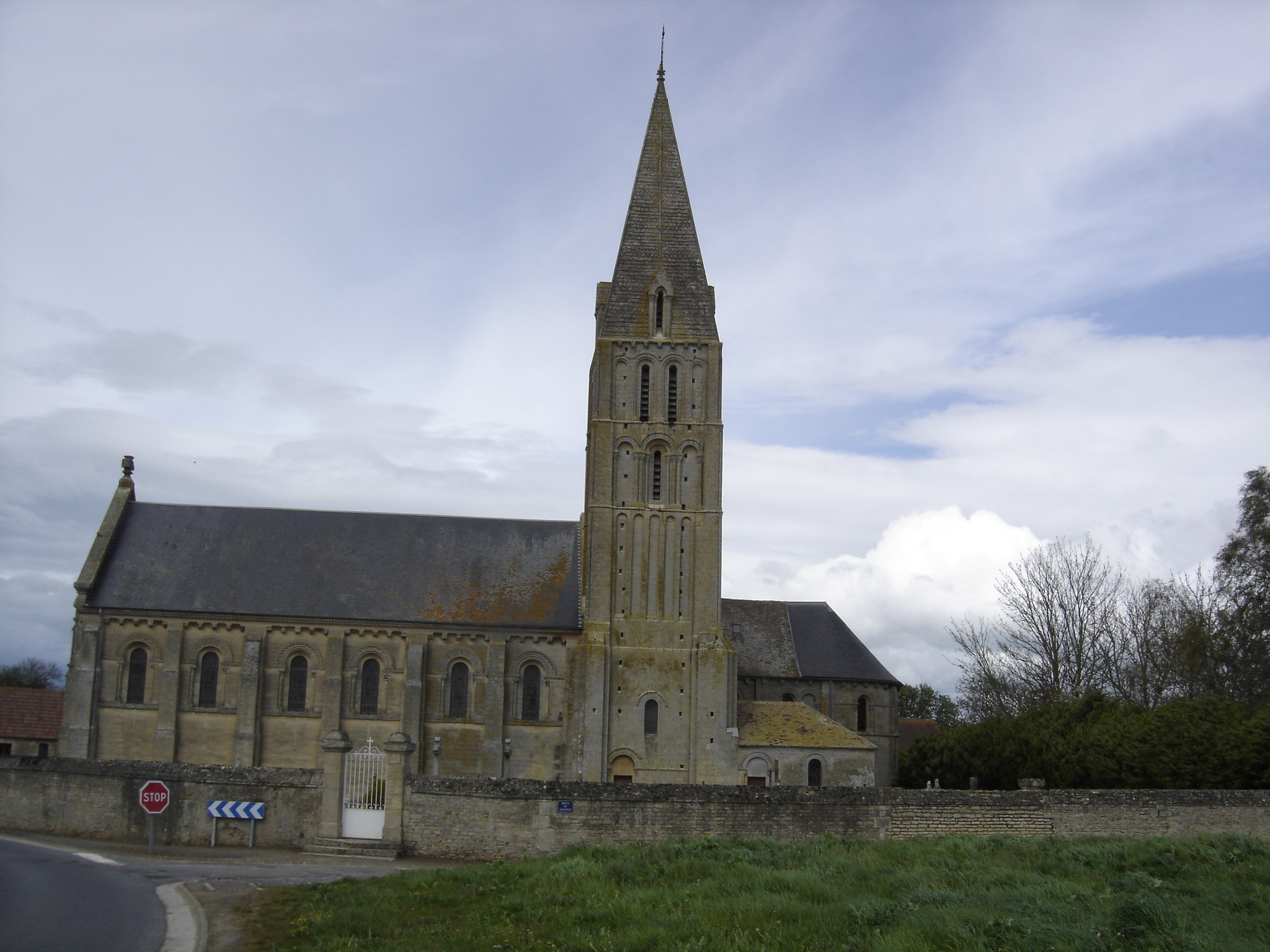
Kirche Notre-Dame de l’Assomption
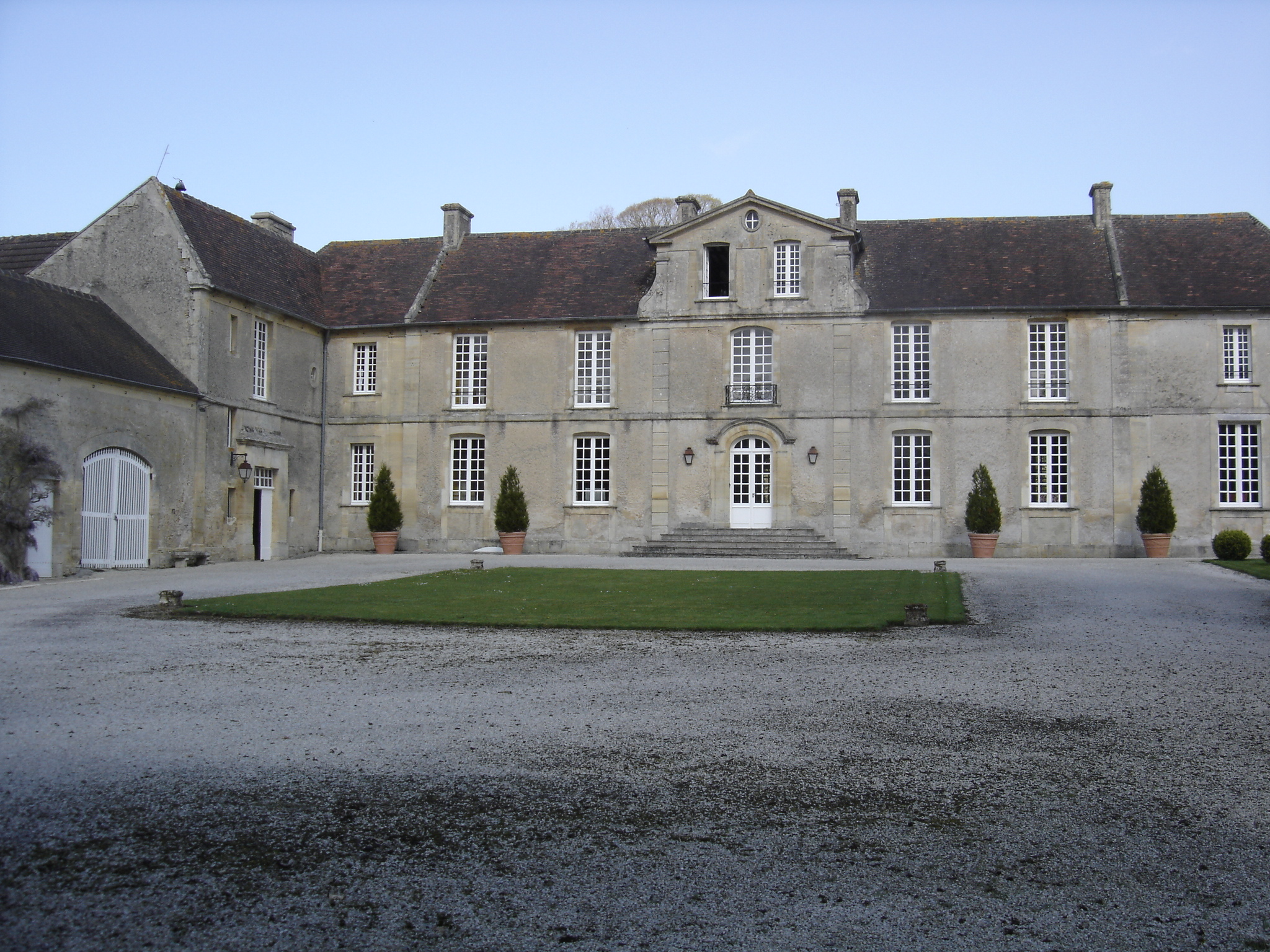
Schloss
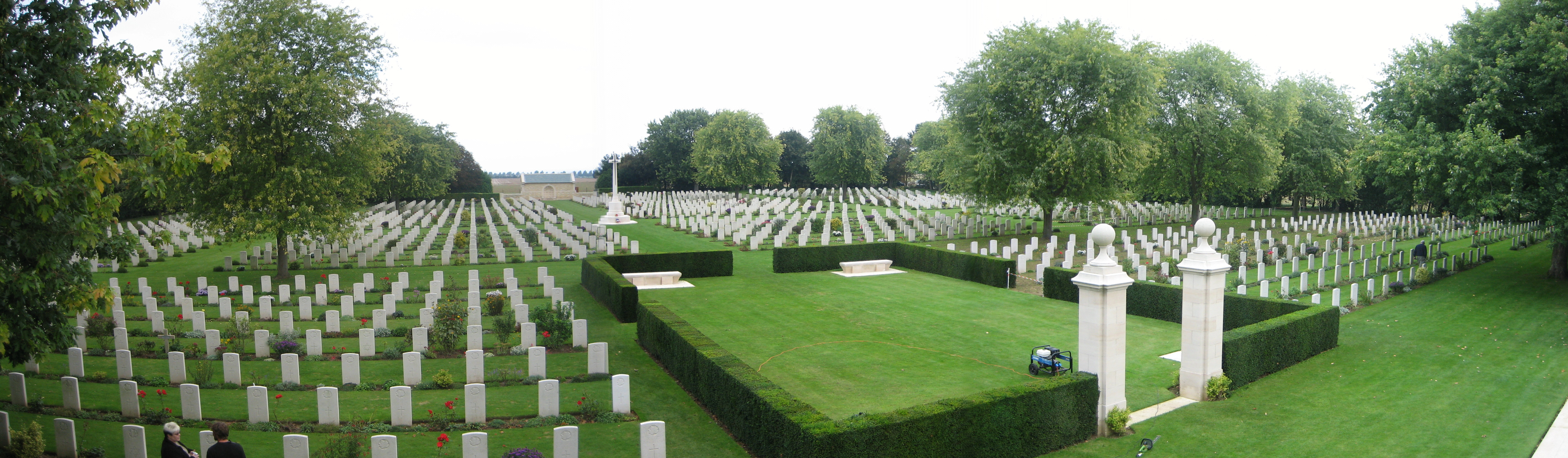
Soldatenfriedhof
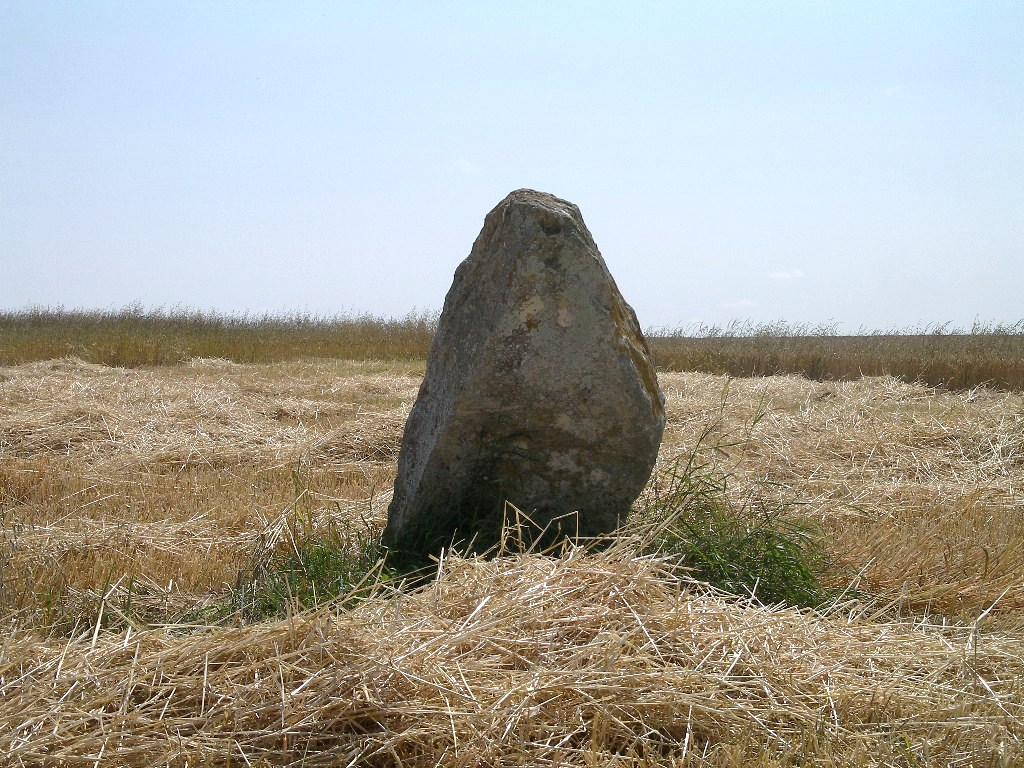
Menhir de la Demoiselle de Bracqueville